# 사랑하고 있습니까?
《사랑하고 있습니까》는 2020년에 개봉한 대한민국의 영화이다.

## 줄거리
시대가 바뀌어도 인간 본연의 사랑에 대한 마음은 변하지 않는다는 생각에서 출발한 로맨스 멜로 영화이다.

## 캐스팅
- 성훈 : 승재 역
- 김소은 : 소정 역
- 이판도 : 기혁 역
- 김소혜 : 안나 역
- 김선웅 : 병오 역
- 편보승 : 옆집 남자 역
- 이정우 : 뒷집 남자 역
- 정용필 : 대리기사 역
- 임재근 : 화내는 손님 역
- 최지훈 : 일본 관계자 역
- 신주연 : 아주머니 역
- 김정화 : 여자 행인 역
- 손이슬 : 여자 손님 1 역
- 임진향 : 여자 손님 2 역
- 윤성우 : 배달원 역
- 김기현 : 구급대원 역
- 정근채 : 인쇄소 사장 역
- 알렉스 : 공원 남자 역 (우정출연)
- 홍성숙 : 간병인 역 (우정출연)
- 임준혁 : 포차 남 역 (우정출연)
- 신정윤 : 헌팅 남 역 (우정출연)
- 전미선 : 소정 모 / 할머니 역 (특별출연)

## 같이 보기
- 2020년 대한민국의 영화 목록